# Pierre Colon
Pour les articles homonymes, voir Colon.

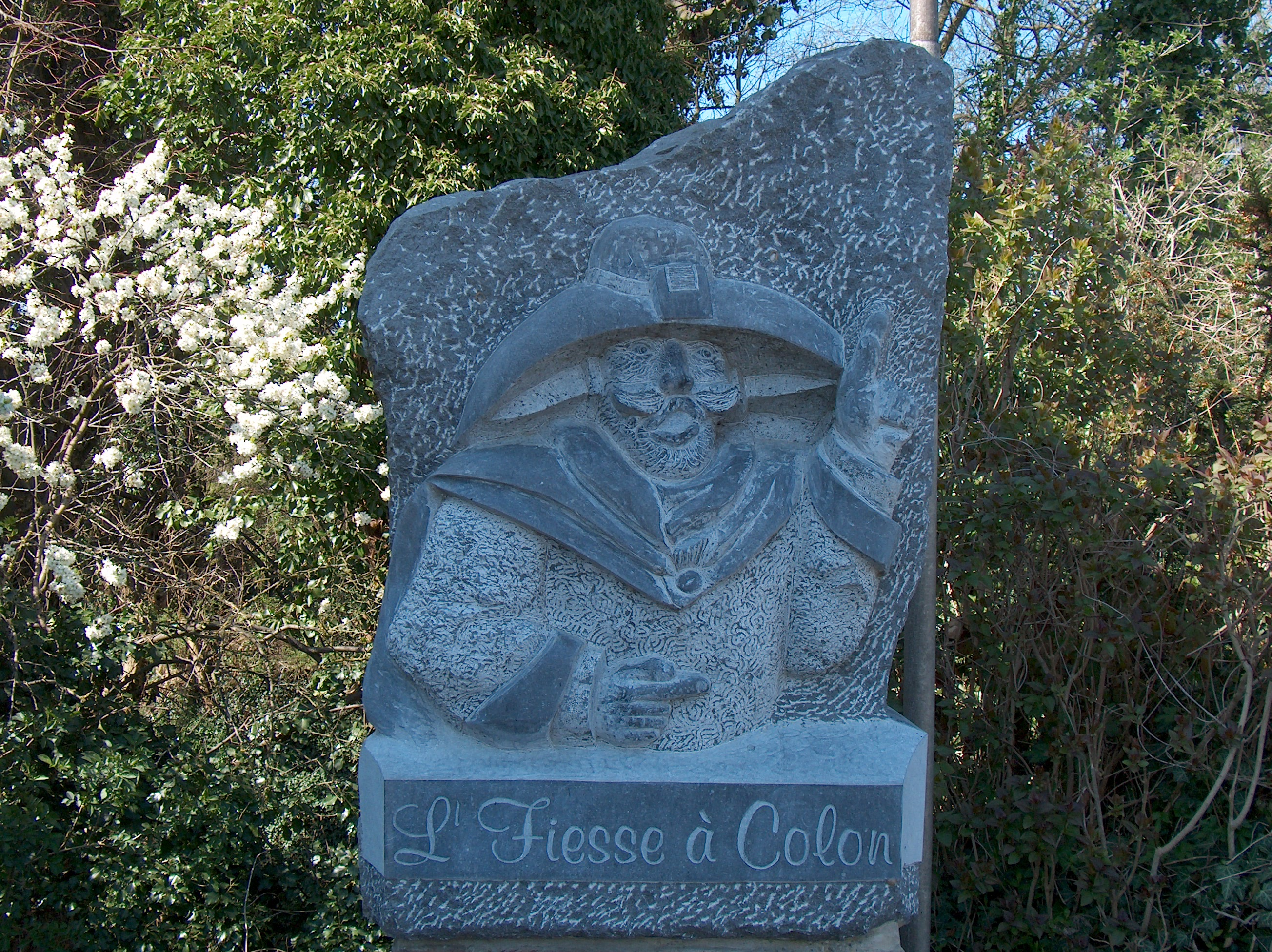
Statue de Pierre Colon devant les Grottes de Folx-les-Caves.

Pierre Colon est un personnage de légende brabançon dont les exploits sont rappelés lors d'une fête organisée annuellement à Folx-les-Caves, en Belgique.
L'histoire de Pierre Colon se situe au XVIIIe siècle. Le bois des Caves située près du village de Folx-les-Caves abrite un brigand qui détrousse les marchands de passage.
Le voleur est identifié par une de ses victimes. Longtemps, la police locale, sous les ordres du comte de Berlaimont, seigneur de Jauche, cerne le bois sans succès. Pierre Colon disparaît après chaque méfait. Les habitants le disent même sorcier.
En fait, sa maison et les bois l'entourant est située au-dessus de grottes, à l'époque en grande partie inondées. Pierre Colon s'y est réfugié et est ravitaillé par sa femme qui utilise un puits communiquant avec les grottes.  Dès que la police entrait par un côté, il se réfugiait dans une autre partie de la grotte, profitant de l'inondation partielle.
Colon est finalement arrêté et enfermé dans le château de Jauche. Sa femme lui apporte une tarte dans laquelle est dissimulée une lime. Le lendemain, le cachot est vide.
Colon fait parvenir un message au comte de Berlaimont : "Si vous voulez élever des pigeons ("colon" en wallon), il vous faudra un meilleur pigeonnier".  Il reprend ses activités de brigand à l'aide de complices.
En 1769, il  est à nouveau fait prisonnier et pendu sur les lieux de ses méfaits le troisième dimanche de juillet. Les marchands feront la fête pendant plusieurs jours.
Bien qu'il fût l’ennemi des riches marchands, il a bénéficié de la sympathie des villageois pour sa générosité et son ingéniosité. Sa légende est le prétexte historique de la « fête à Colon » qui, depuis 1988, anime Folx-les-Caves tous les premiers week-ends d’octobre

## Sources
- Le bandit Colon: Légende et faits sur Atelier de Genealogie de Orp-Jauche